# Station Magnor
Station Magnor is een station in Magnor in de gemeente Eidskog in fylke Innlandet  in  Noorwegen. Het station, oorspronkelijk Rastad stasjon, ligt aan Kongsvingerbanen op de grens met Zweden. Het stationsgebouw dateert uit 1865 en is een ontwerp van Georg Andreas Bull.  Sinds 1985 is Magnor gesloten voor personenvervoer.